# Кингсбери (Невада)
Кингсбери (енгл. Kingsbury) насељено је место без административног статуса у америчкој савезној држави Невада.

## Демографија
По попису из 2010. године број становника је 2.152, што је 472 (-18,0%) становника мање него 2000. године.
| Група             | 2000.         | 2010.         |
| Белци             | 2.392 (91,2%) | 1.864 (86,6%) |
| Афроамериканци    | 12 (0,5%)     | 9 (0,4%)      |
| Азијати           | 56 (2,1%)     | 44 (2,0%)     |
| Хиспаноамериканци | 109 (4,2%)    | 170 (7,9%)    |
| Укупно            | 2.624         | 2.152         |